# Dolný Harmanec
Dolný Harmanec – wieś (obec) na Słowacji w kraju bańskobystrzyckim, w powiecie Bańska Bystrzyca. 

## Położenie
Wieś znajduje się w Dolinie Harmanieckiej pomiędzy wzniesieniami Gór Kremnickich i Wielkiej Fatry. Jej zabudowania rozłożyły się wzdłuż potoku Harmanec i drogi krajowej nr 14. Przez miejscowość biegnie również linia kolejowa nr 170 Vrútky – Bańska Bystrzyca, która przebija się tu przez Wielką Fatrę Tunelem Czremoszniańskim o długości 4697 m. Na terenie wsi znajdują się na niej dwa przystanki: Dolný Harmanec i Harmanec jaskyňa (w osadzie Horný Harmanec).

## Historia
Pierwsza wzmianka o istnieniu tej wsi pochodzi z 1540 roku. Najprawdopodobniej jednak miejscowość, położona przy głównym szlaku prowadzącym z Kotliny Turczańskiej do doliny Hronu, istniała już w XV w. i pracowała w niej już wówczas huta miedzi.

## Obiekty na terenie miejscowości
Na terenie Dolnego Harmanca znajduje się dostępna do zwiedzania Jaskinia Harmaniecka. Od osady Horný Harmanec wiedzie do niej znakowany szlak turystyczny i ścieżka dydaktyczna. Szlak turystyczny wiedzie również do doliny Túfna, w której znajdują się jaskinie Dolná Túfna i Horná Túfna, zamieszkiwane kiedyś przez grupy paleolitycznych łowców niedźwiedzi jaskiniowych. Na potoku w bocznej dolince Dolná Prašnica znajduje się Harmaniecki Wodospad. W górnej części doliny Harmanca znajduje się rezerwat przyrody Harmanecká tisina, chroniący duże skupisko cisów.

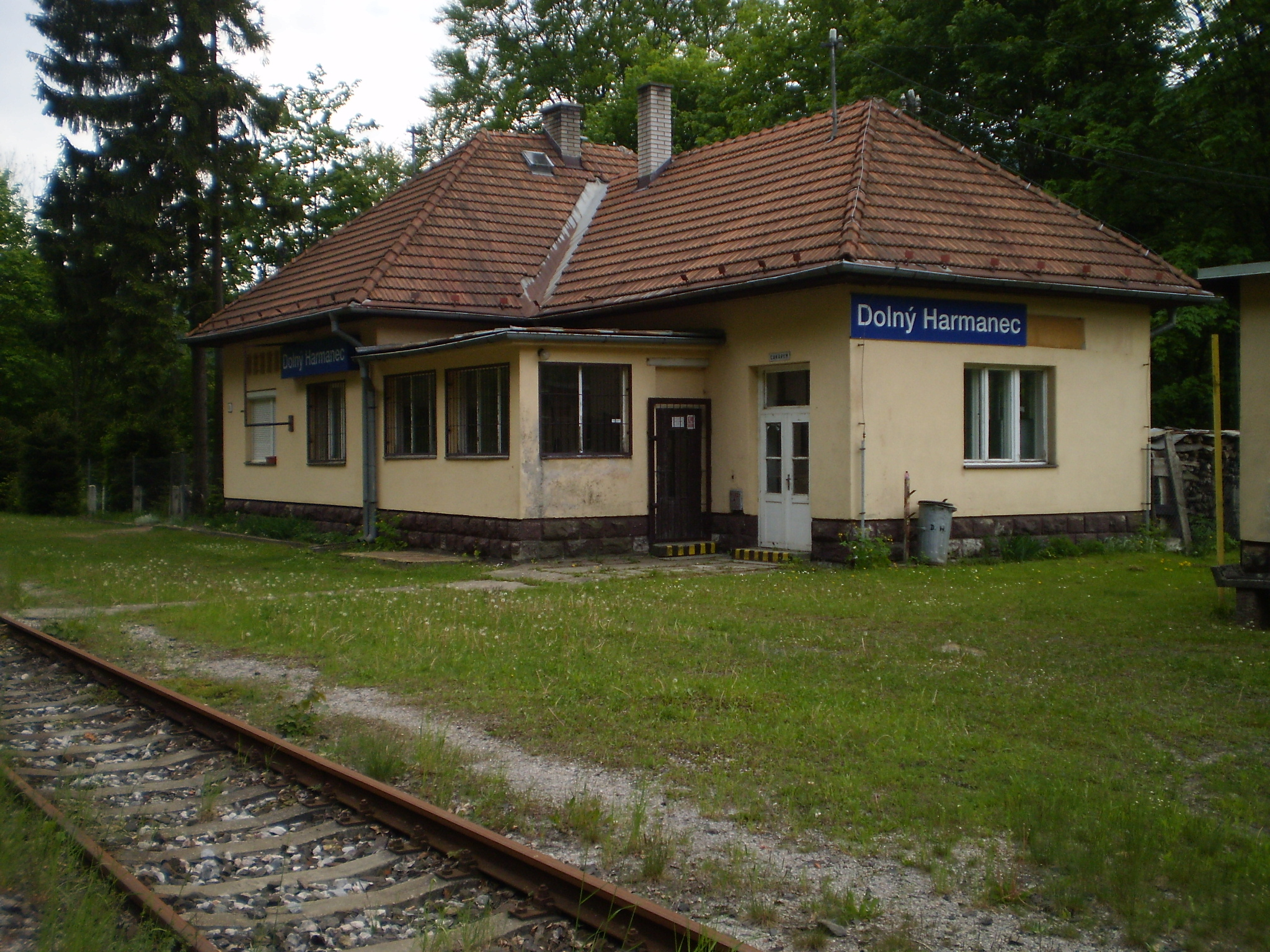
Stacja kolejowa Dolný Harmanec
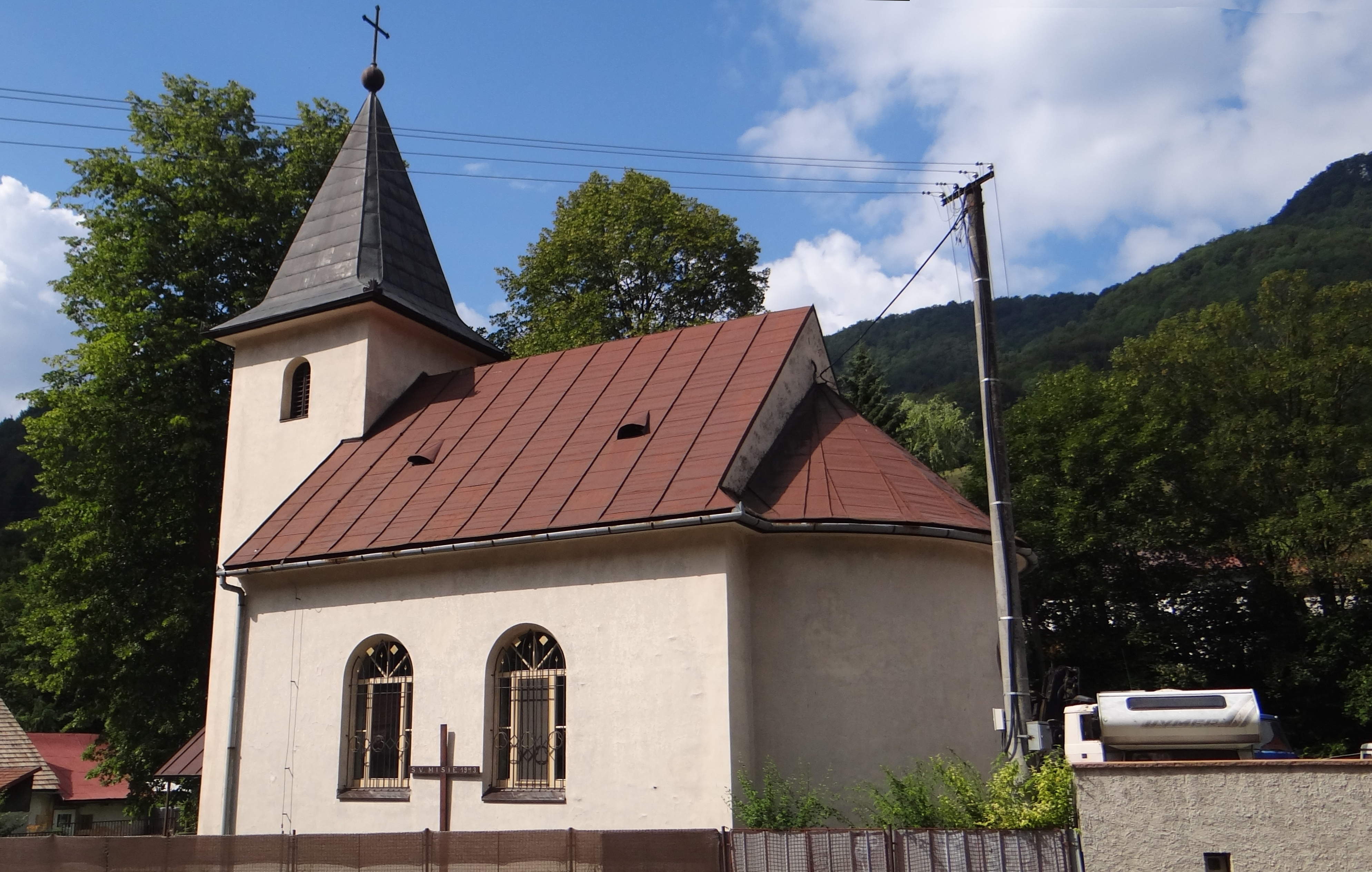
Kościół
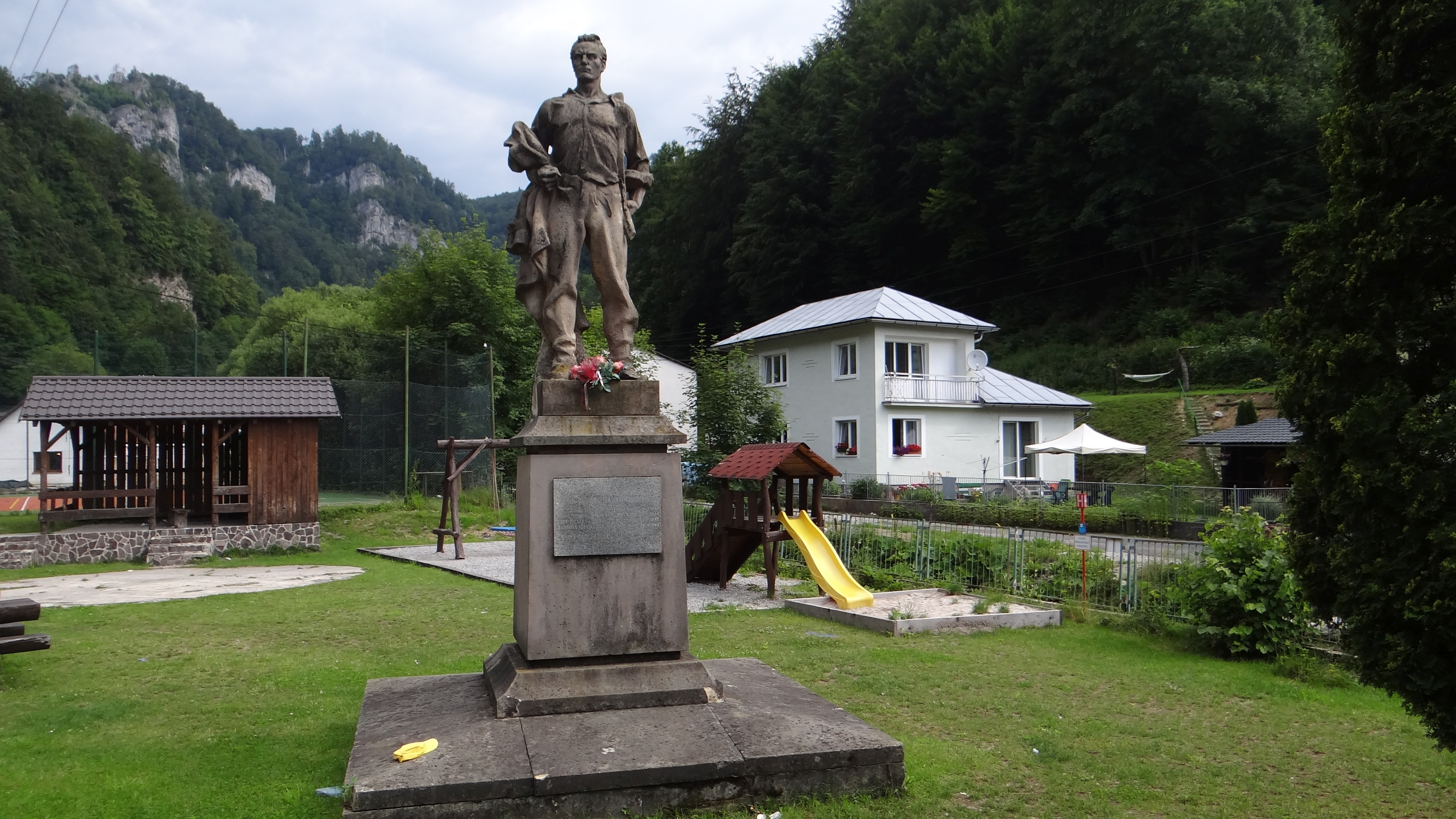
Pomnik
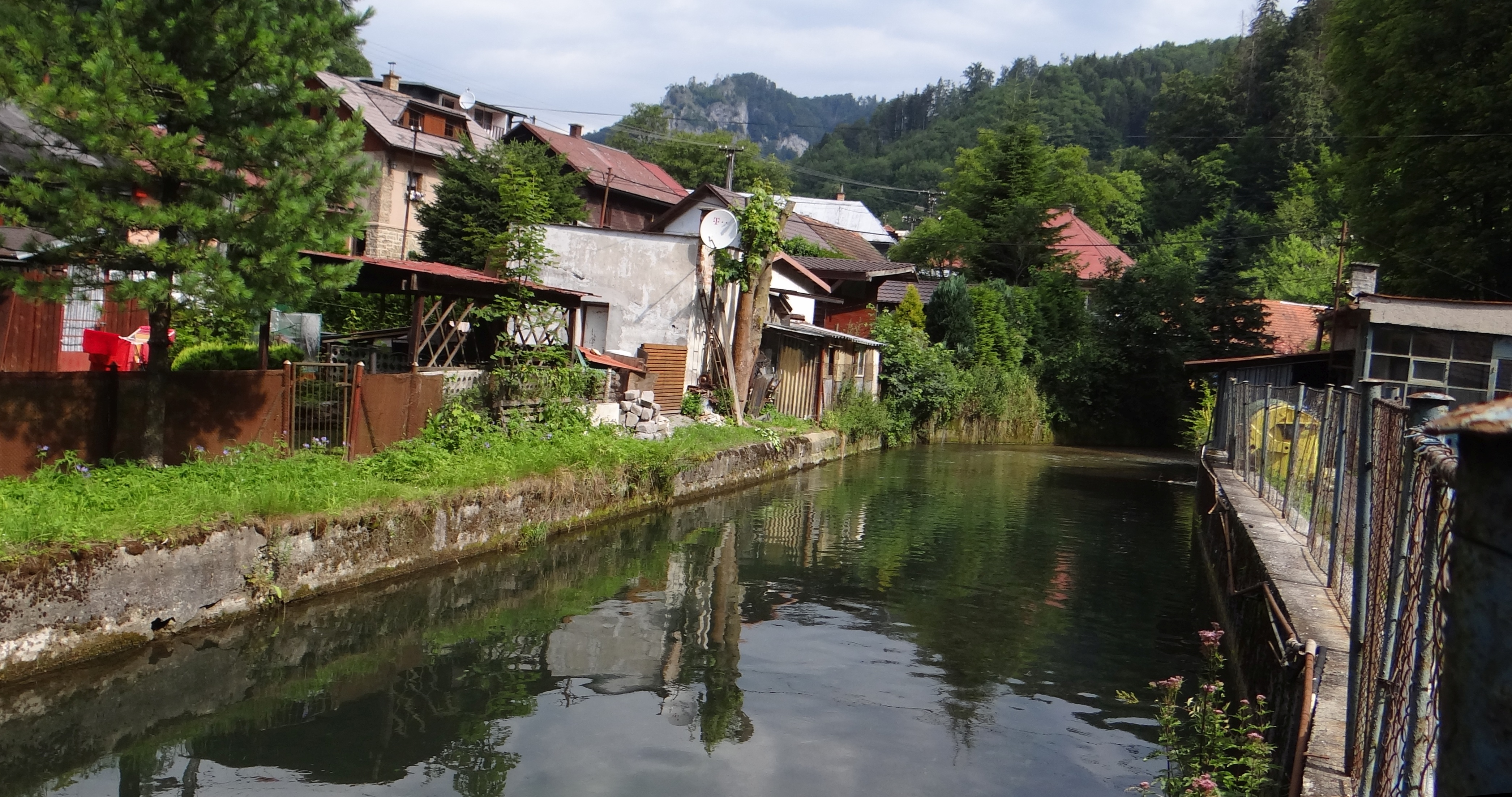
Domy nad potokiem